# Гин (кантон)
Гин (фр. Guînes) — упраздненный кантон во Франции, регион Нор-Па-де-Кале, департамент Па-де-Кале. Входил в состав округа Кале.
В состав кантона входят коммуны (население по данным Национального института статистики за 2009 г.):
- Аламбон (597 чел.)
- Ам-Букр (1 367 чел.)
- Андр (1 520 чел.)
- Арденган (1 087 чел.)
- Буко (697 чел.)
- Бурсен (265 чел.)
- Гин (5 501 чел.)
- Кампань-ле-Гин (453 чел.)
- Каффье (708 чел.)
- Лик (1 563 чел.)
- Окенган (107 чел.)
- Пиан-ле-Гин (494 чел.)
- Санган (267 чел.)
- Фьенн (877 чел.)
- Эрбенган (371 чел.)
- Эрмеленган (330 чел.)

## Экономика
Структура занятости населения:
- сельское хозяйство — 9,1 %
- промышленность — 8,2 %
- строительство — 7,0 %
- торговля, транспорт и сфера услуг — 30,9 %
- государственные и муниципальные службы — 44,7 %

## Политика
На президентских выборах 2012 г. жители кантона в 1-м туре отдали Марин Ле Пен 27,6 % голосов против 27,5 % у Франсуа Олланда и 23,5 % у Николя Саркози, во 2-м туре в кантоне победил Олланд, получивший 53,3 % голосов (2007 г. 1 тур: Саркози — 27,3 %, Сеголен Руаяль — 22,9 %; 2 тур: Саркози — 52,5 %). На выборах в Национальное собрание в 2012 г. по 6-му избирательному округу департамента Па-де-Кале в 1-м туре большинство голосов — 42,1 % — получил альтернативный левый кандидат, представитель кантона в Генеральном совете департамента Эрве Поэр, но во 2-й тур он не прошел и там победу одержала кандидат Социалистической партии Брижитт Бургиньон, набравшая 51,2 % голосов. (2007 г. Жак Ланг (СП): 1 тур — 38,2 %, 2 тур — 50,3 %). На региональных выборах 2010 года в 1-м туре победил список социалистов, собравший 27,7 % голосов против  23,8 % у Национального фронта и 20,2 % у списка «правых». Во 2-м туре единый «левый список» с участием социалистов, коммунистов и «зелёных» во главе с Президентом регионального совета Нор-Па-де-Кале Даниэлем Першероном получил 44,8 % голосов, «правый» список во главе с сенатором Валери Летар занял второе место с 28,8 %, а  Национальный фронт Марин Ле Пен с 26,4 % финишировал третьим.
|  | Кандидат      | Партия                         | % голосов |
|  | ------------- | ------------------------------ | --------- |
|  | Эрве Поэр     | Социалистическая партия        | 57,13     |
|  | Эрве Моркретт | Союз за французскую демократию | 22,56     |
|  | Седрик Факель | Национальный фронт             | 10,76     |
|  | Марсель Поше  | Коммунистическая партия        | 9,56      |